# Керченская улица (Москва)
Ке́рченская у́лица (название с 29 апреля 1965 год) — улица в Юго-Западном административном округе города Москвы на территории района Зюзино.

## История
Улица получила своё название 29 апреля 1965 года по крымскому городу Керчь в связи с расположением на юге Москвы.

## Расположение
Керченская улица проходит от Болотниковской улицы на юго-запад, с северо-запада к ней примыкает Перекопская улица, Керченская улица пересекает улицу Каховка, с северо-запада к ней примыкает Херсонская улица, Керченская улица проходит до Балаклавского проспекта.
Южнее пересечения Керченской улицы и Болотниковской улицы расположен Парк «Два медведя».
Севернее пересечения с улицей Каховка расположен Средний пруд на Зюзинском ручье.
Нумерация домов начинается от Болотниковской улицы.

## Примечательные здания и сооружения
По нечётной стороне:
- д. 1а, к. 1 — Московский физико-технический институт (юридический адрес)[4];
- д. 1а, к. 2 — общежитие Финансового университета при Правительстве Российской Федерации;
- д. 1а, к. 3 — гостиница «Академическая» Российской академии образования;
- д. 9, к. 1 — детский сад № 2688;
- д. 13, к. 10 — детский сад № 489.

## Транспорт

### Автобус
- 67: от Болотниковской улицы до улицы Каховка
- 224: от улицы Каховка до Херсонской улицы
- 273: от Болотниковской улицы до Херсонской улицы
- 993: от Болотниковской улицы до улицы Каховка
- В начале улицы на Болотниковской улице располагается остановка «Болотниковская улица, 35» автобусов 67, 273, 968, 993.
- В середине улицы на улице Каховка располагается остановка «Керченская улица» автобусов 67, 224, 273, 926, 993, с977, т60, т72.
- В конце улицы на Балаклавском проспекте располагается остановка «Керченская улица» автобусов 938, м84, с163.

### Метро
- Станция метро «Зюзино» Большой кольцевой линии — западнее улицы, на пересечении улицы Каховка и Севастопольского проспекта.
- Станция метро «Севастопольская» Серпуховско-Тимирязевской линии и станция «Каховская» Большой кольцевой линии (соединены переходом) — восточнее улицы, на пересечении Азовской улицы с улицей Каховка и Чонгарским бульваром.
- Станция метро «Нахимовский проспект» Серпуховско-Тимирязевской линии — северо-восточнее улицы, на пересечении Азовской улицы с Нахимовским проспектом и Фруктовой улицей.